# Badia di Dulzago
Badia di Dulzago (Badìa de Dulzàch in lombardo e Badìa de Dolzach piemontese) è una piccola frazione di circa 14 abitanti del comune di Bellinzago Novarese, in Provincia di Novara.

Sorge 4 km a sud-ovest del paese, sui primi pendii delle colline moreniche della vallata del Terdoppio, al limitare della pianura risicola novarese. La zona è ricca di acque e fontanili, caratteristica forse da cui anticamente nacque la denominazione "dulcis acquae".
Dell'antico borgo di Dulzago che sorgeva nei pressi dell'attuale Badia, citato già nell'892, successivamente nel 1013 e nel 1132, oggi non resta alcuna traccia.

## Storia

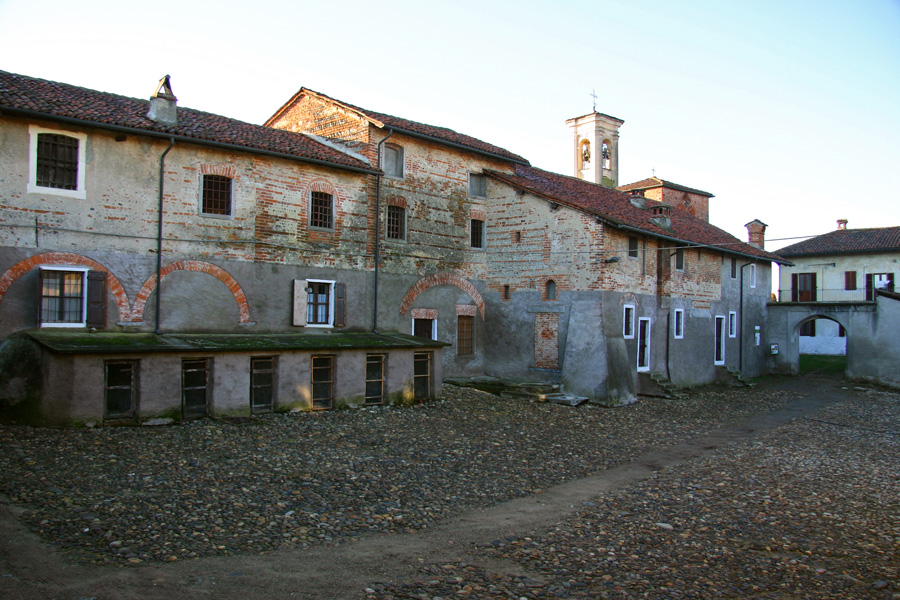
La corte dei Pigionanti

La Badia (o Abbazia) fu fondata dai canonici regolari all'inizio del XII secolo come luogo di culto religioso. Nel corso del medioevo svolse importanti funzioni spirituali nei confronti degli abitanti del territorio. I canonici erano fedeli alla regola di sant'Agostino.
Nella seconda metà del Quattrocento divenne Abate commendatario Leonardo Sforza che la trasformò da comunità religiosa in importante centro agricolo. I monaci ed coloni che vi abitavano in breve tempo svolsero un'opera di bonifica del territorio circostante rendendo i terreni molto produttivi.

La Badia era organizzata come un vero e proprio complesso monastico: vi era la chiesa, officiata da un parroco nominato dagli abati commendatari, la residenza dell'abate e dei canonici, le case dei mezzadri e le loro famiglie ed il cimitero, situato fuori dall'abitato.
A partire dal Settecento, con l'introduzione dell'allevamento del bestiame (bovini, suini e pollame), si creò una vera e propria azienda agricola; intorno alla metà del secolo vennero costruiti nuovi edifici per accogliere i salariati, situati sul lato est della grande corte dei Pigionanti. Tra essi vi erano bifolchi, cavallari, famigli (che si occupavano rispettivamente dei buoi, dei cavalli e della stalla) i campari da badile per la manutenzione delle opere irrigue, il bracciante, il tagliaerba, il falegname ed il fabbro.

La comunità agricola era autosufficiente disponendo anche di un forno per il pane, una scuola, la ghiacciaia interrata, il lattaio e il mulino per la farina.
Durante il periodo napoleonico venne soppressa la commenda ed il complesso passò di proprietà alla famiglia francese dei Reyner. Nel 1845 fu ceduta al conte Vitaliano VIII Borromeo. La famiglia Borromeo dal 1879 cominciò a rivendere la struttura in vari lotti ed in seguito venne ulteriormente suddivisa dalla Società Agricola Conturbia.

## Monumenti e luoghi d'interesse

### Chiesa di San Giulio prete
La chiesa dedicata a san Giulio di Orta è coeva al complesso abbaziale e se ne ha testimonianza nei primi decenni del XII secolo. Il campanile, posto sul lato sinistro, risale invece al XVIII secolo.

L'edificio romanico è a pianta basilicale, strutturato a tre navate, quella centrale coperta da una successione di 3 campate con volte a crociera mentre quelle laterali hanno campate con volte a botte.
La parte meglio conservata dell'edificio romanico è il complesso absidale esterno, decorato da archetti pensili che poggiano su mensoline in cotto. È visibile dal cortiletto posto sul retro dell'edificio, cui si accede tramite una porta a lato del campanile e dove si affaccia anche la vecchia casa parrocchiale, edificata nel 1720, come riportato da un'iscrizione sul muro occidentale dell'edificio.
La chiesa venne ampiamente restaurata e ridecorata tra la fine del XVII secolo ed il XVIII secolo, con la costruzione delle due cappelle laterali interne, nuovi stucchi ed affreschi, alterando così l'originaria struttura romanica. Sulla facciata, ricostruita nel settecento, si apre al centro il portone d'ingresso mentre ai lati vi sono due porte chiuse, solamente sagomate nella muratura, sormontate da due aperture a tutto sesto. Nella lunetta sopra il portone centrale, gravemente compromesso, vi è un affresco che ritrae San Giulio.
Nell'interno, riccamente decorato, numerosi affreschi di pregio: di epoca romanica sono quelli posti sulla parete ovest del tiburio che raffigurano angeli e santi, insieme a molti altri frammenti di pitture che sono stati rinvenuti in occasione di recenti restauri. Sulla parete della navata sinistra una serie di santi dipinti intorno al XV secolo. Il presbiterio è dominato da un altare marmoreo di epoca barocca. La cappella di sinistra è dedicata a sant'Antonio di Padova, mentre quella opposta alla Madonna del Rosario.

### Chiesa di San Giuseppe e cimitero
Edificata tra il 1713 ed il 1744, come testimoniato dalle visite pastorali dell'epoca, la chiesetta di San Giuseppe sorge a tutt'oggi in aperta campagna verso il torrente Terdoppio ad ovest della Badia, appena fuori dal borgo.
In età napoleonica, vi venne edificato ed annesso un piccolo cimitero; sia la chiesa che il cimitero (sconsacrati) giacciono in stato d'abbandono ormai da molti anni e, fra le sepolture, vi vennero inumati due soldati austro-ungarici morti in stato di prigionia durante la Grande Guerra e ricordati sul sito mediante una placchetta.

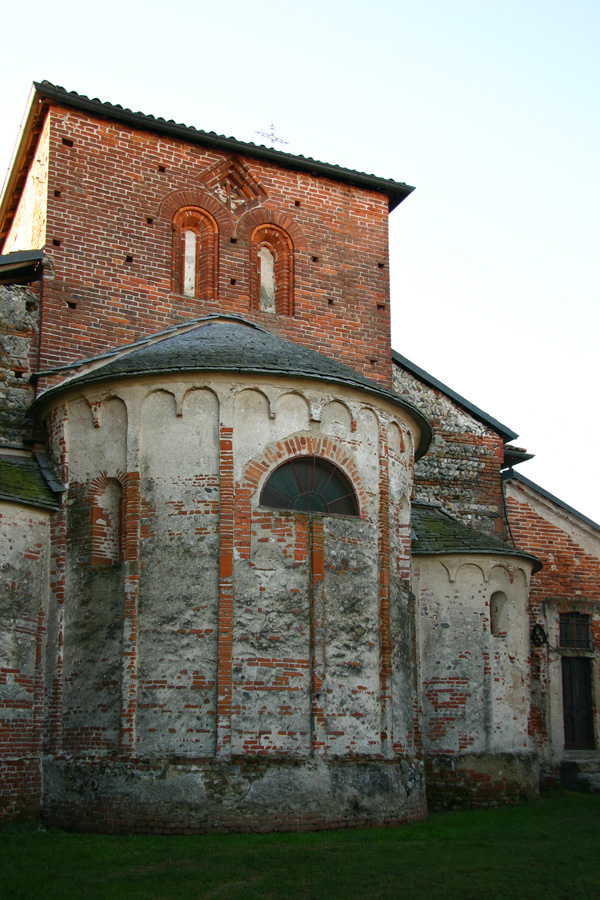
Complesso absidale della chiesa di San Giulio
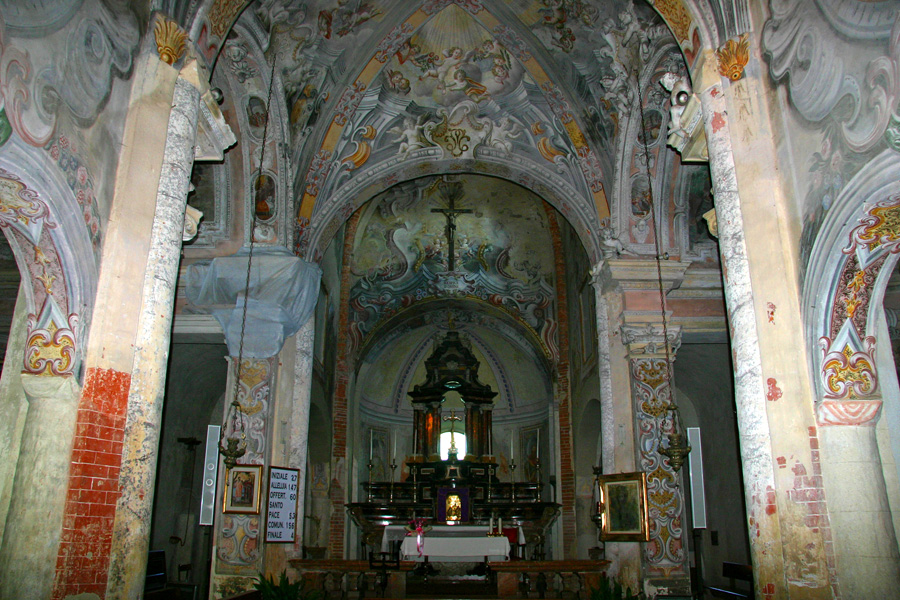
Interno della chiesa di San Giulio
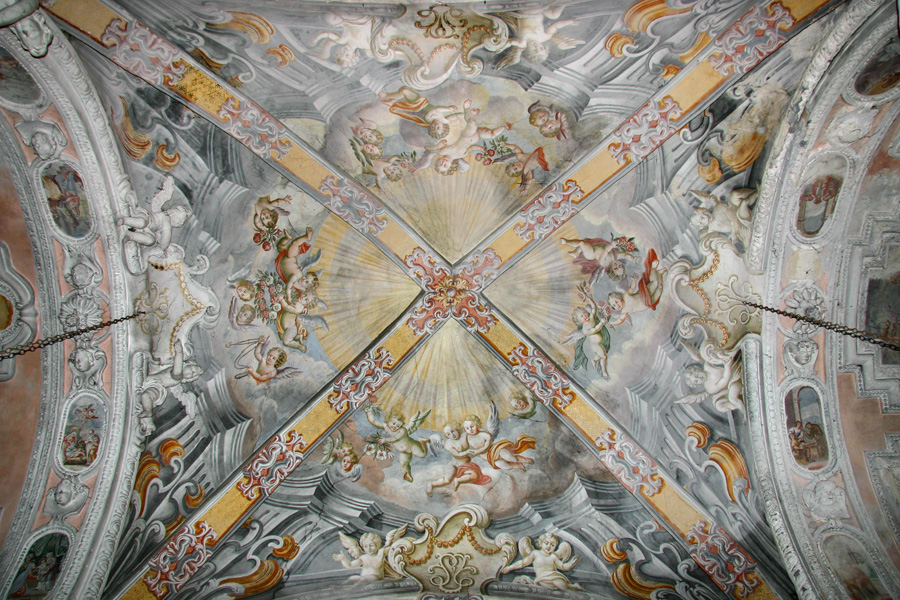
Campata centrale con volta a crociera della navata maggiore

## Cultura

### Eventi
Il 31 gennaio, festa patronale, è celebrato dalla tradizionale Fagiolata di San Giulio preparata secondo i precisi dettami della tradizione. Viene solennizzata, ormai da molti anni, l'ultima domenica di gennaio.
La Badia celebra inoltre una sorta di gemellaggio con l'isola di San Giulio; ogni anno infatti gli abitanti si recano in pellegrinaggio alla basilica del santo per partecipare alle funzioni religiose.

## Galleria d'immagini

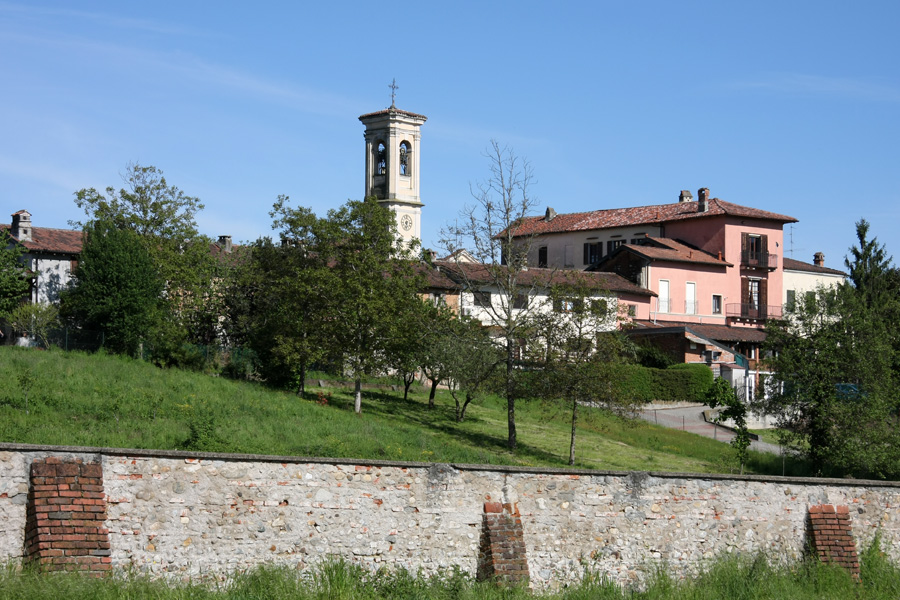
Panorama dell'abitato
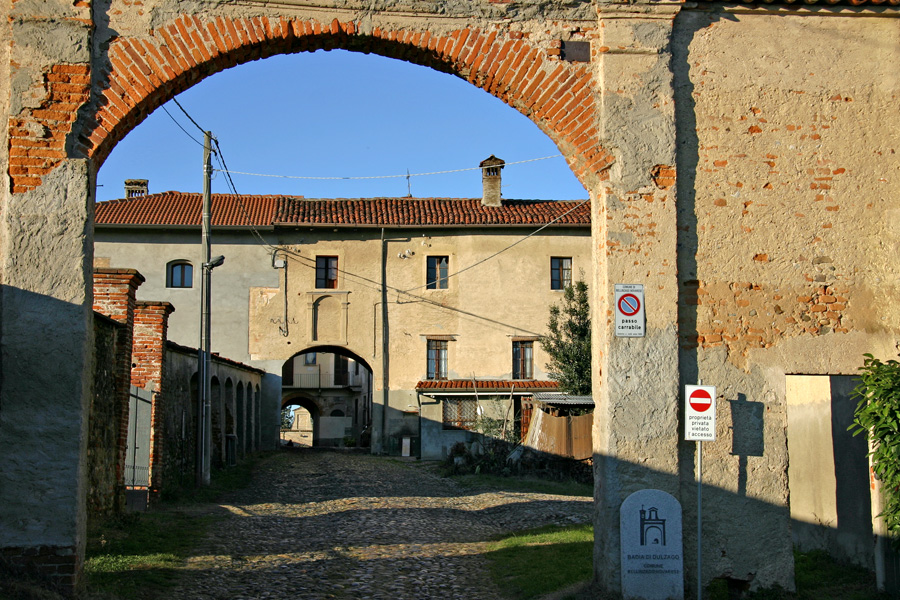
Ingresso meridionale alla Badia
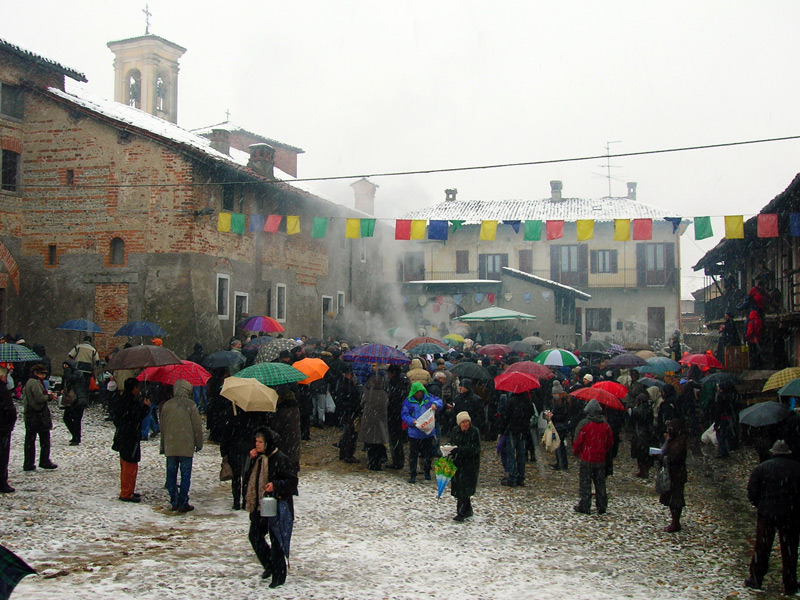
La fagiolata di San Giulio, sotto la neve